# Timo Seppälä
Timo Juhani Seppälä (* 27. Juni 1968 in Kauhajoki) ist ein ehemaliger finnischer Biathlet.
Timo Seppälä bestritt seit Ende der 1980er Jahre internationale Rennen im Biathlon. Seine erste internationale Meisterschaft wurden die Weltmeisterschaften 1990. Bei der WM, die wegen widriger Witterungsbedingungen an drei Orten ausgetragen werden musste, wurde der Finne 50. des Sprints, mit Vesa Hietalahti, Harri Eloranta und Antero Lähde 12. mit der Mannschaft sowie Sechster im Staffelrennen. 1991 wurde Seppälä im heimischen Lahti 30. des Einzels und 53. des Sprints. Sein bestes internationales Resultat erreichte er als Fünftplatzierter an der Seite von Erkki Latvala, Harri Eloranta und Vesa Hietalahti beim Staffelrennen der Olympischen Winterspiele 1994 in Lillehammer. Zudem wurde er 41. des Einzels. Nach den Spielen beendete er seine Karriere.
Sein Sohn Tero Seppälä ist ebenfalls Biathlet.

## Biathlon-Weltcup-Platzierungen
Die Tabelle zeigt alle Platzierungen (je nach Austragungsjahr einschließlich Olympische Spiele und Weltmeisterschaften).
- 1.–3. Platz: Anzahl der Podiumsplatzierungen
- Top 10: Anzahl der Platzierungen unter den ersten zehn (einschließlich Podium)
- Punkteränge: Anzahl der Platzierungen innerhalb der Punkteränge (einschließlich Podium und Top 10)
- Starts: Anzahl gelaufener Rennen in der jeweiligen Disziplin

| Platzierung                               | Einzel | Sprint | Verfolgung | Massenstart | Team | Staffel | Gesamt |
| ----------------------------------------- | ------ | ------ | ---------- | ----------- | ---- | ------- | ------ |
| 1. Platz                                  |        |        |            |             |      |         |        |
| 2. Platz                                  |        |        |            |             |      |         |        |
| 3. Platz                                  |        |        |            |             |      |         |        |
| Top 10                                    |        |        |            |             |      | 2       | 2      |
| Punkteränge                               |        |        |            |             | 1    | 2       | 3      |
| Starts                                    | 8      | 9      |            |             | 1    | 2       | 20     |
| Stand: Karriereende, Daten nicht komplett |        |        |            |             |      |         |        |